# Parafia św. Anny w Golczowicach
Parafia Świętej Anny w Golczowicach – parafia rzymskokatolicka, znajdująca się w diecezji opolskiej, w dekanacie Głogówek.